# Welcome to Dongmakgol
Pour plus de détails, voir Fiche technique et Distribution.
Welcome to Dongmakgol (웰컴 투 동막골) est un film sud-coréen réalisé par Park Kwang-hyun et sorti en 2005.

## Synopsis
En 1950, durant la guerre de Corée, un pilote de l'US Navy s'écrase dans les montagnes coréennes. Il est secouru et soigné par les habitants d'un village reculé de la civilisation, appelé Dongmakgol. Pendant ce temps, des troupes sud-coréennes et nord-coréennes s'affrontent non loin de là. C'est ainsi qu'un groupe de 3 soldats nord-coréens et un autre de deux soldats sud-coréens se rencontrent dans ce village. Après un premier contact plutôt explosif, ils vont commencer à cohabiter et participer aux récoltes de ce village où les habitants ne semblent pas concernés par le conflit qui fait rage autour d'eux.

## Fiche technique
- Titre : Welcome to Dongmakgol
- Titre original : 웰컴투 동막골
- Réalisation : Park Kwang-hyun
- Scénario : Park Heung-shik, Song Hye-jin
- Musique : Joe Hisaishi
- Photographie : Choi Sang-ho
- Montage : Steve M. Choe
- Société de distribution : Showbox
- Pays de production : Corée du Sud
- Langue : coréen
- Format : Couleurs - 2.35:1 - Dolby Digital - 35 mm
- Genre : Comédie, Drame
- Durée : 133 minutes
- Date de sortie : 4 août 2005 (Corée du Sud)

## Distribution
- Jeong Jae-yeong : Camarade chef Lee Su-Hwa (Nord)
- Shin Ha-kyun : 2e lieutenant Pyo Hyun-Chul (Sud)
- Kang Hye-jeong : Yeo-il
- Lim Ha-ryong : Jang Young-hee (Nord)
- Seo Jae-kyeong : "infirmier" Mun Sang-sang (Sud)
- Ryu Deok-Hwan : Seo Taek-ki (Nord)
- Steve Taschler : capitaine Neal Smith